# Николаус Думба
Николаус Думба (грч . Νικολαος Δουμπας; Беч, 24. јул 1830 — Будимпешта, 23. март 1900) био је аустријски индустријалац и либерални политичар. Био је покровитељ уметности и музике, и добротвор Грчке.

## Биографија
Године 1817. Николаусов отац Стергиос био је трговац и досељеник у Беч из Власти, тада у саставу Османског царства, а данас села у северној Грчкој. Породица Думба је цинцарско  - грчког  порекла. Николаус је похађао гимназију у Бечу. Револуционарне године 1847-1848 провео је са својим братом Михаилом у резиденцији аустријског амбасадора у Атини. Године 1852. путовао је у Египат са путописцем Александром Циглером.
Думба је преузео фабрику памука у Татендорфу којом је управљао његов рођак Теодор. Имао је око 180 запослених и убрзо је остваривао високе профите. Ова финансијска основа му је омогућила да своје интересе окрене на друго место. Проглашен је витезом и именован у законодавну власт, где је био веома активан.
Његов син Константин био је амбасадор Аустроугарске у Београду (1903—1905) и последњи амбасадор своје земље у Сједињеним Државама.

## Покровитељ
Думба је за блиске пријатеље имао Ханса Макарта, Густава Климта и Карла Кундмана и био је снажан промотер савремене уметности. Финансирао је вајање споменика познатим композиторима из прошлости и био је потпредседник Друштва пријатеља музике.
Думба је оставио 50.000 флорина Бечком мушком хорском друштву како би их ослободио финансијских брига. Заузврат је тражио да се „с времена на време у цркви изведу неко хорско дело у знак сећања на њега” и да се „новац никада не користи за зграду”. До данас се Немачка миса Франца Шуберта често пева у Думбину част.
Својим тестаментом завештао је граду Бечу преко 200 оригиналних Шубертових рукописа. Они су чинили основу за сада највећу светску колекцију музичких дела у библиотеци која се налази у Градској већници.

### Добротвор у Грчкој
Током посете Атини са супругом Аном, омогућио је Атинском универзитету да заврши унутрашњост својих зграда. У граду Серу, у близини родног места свог оца, основао је сиротиште и допринео изградњи школе, под покровитељством свог пријатеља Георгиоса Аверофа.

## Политичке функције
Од 1870. до 1896. био је члан Ландтага, где је служио у Комитету за финансије и Правном одбору за сиромашне, повремено обављајући функцију заменика председника Ландтага. Године 1885, Кајзер га је именовао у Херенхаус (Дом Лордова) Царског савета Аустрије.

## Почасти

### Ордење
- Орден гвоздене круне друге класе
- Витешки крст Ордена Франца Јозефа
- Командантов крст прве класе румунског ордена круне

### Думбаштрасе
- Дана 28. марта 1900. године, улица „Кунстлергасе“ (што се на српском може превести као Улица уметника) је преименована у „Думбаштрасе“.